# Paranaspides lacustris
Paranaspides lacustris Smith, 1908 é um género monoespecífico de pequenos crustáceos pertencentes à família Anaspididae. O género integra o grupo de crustáceos primitivos conhecidos por "crustáceos anaspídeos tasmanianos", considerados fósseis vivos. A única espécie que integra o género, endémica na Tasmânia, é considerada como vulneráveis e incluídas no Lista Vermelha da IUCN.